# 천즈중 (골프 선수)
천즈중(중국어: 陳志忠, 병음: Chén Zhìzhōng, 1958년 6월 24일 ~ )은 타이완의 골프 선수이다. 형 천즈밍(陳志明)도 골프 선수다. 1982년 천즈중은 PGA 투어 카드를 획득한 최초의 타이완 프로 골프 선수가 되었다.